# Iberisk barnmorskegroda
Iberisk barnmorskegroda (Alytes cisternasii) är en art i familjen skivtungade grodor som tillhör ordningen stjärtlösa groddjur.

## Utseende
Den iberiska barnmorskegrodan är en liten, knubbig, paddliknande groda. Färgen växlar, men är ofta fläckigt brunaktig. Hanen kan nå en längd av 36 mm, medan honan kan bli upp till 42 mm lång. Huvudet är förhållandevis stort, med vertikal, springformad pupill. Grodan är mycket lik den vanliga barnmorskegrodan. 

## Utbredning
Den iberiska barnmorskegrodans utbredningsområde är begränsat till mellersta och västra Spanien samt södra och östra Portugal.

## Vanor
Den iberiska barnmorskegrodan är en sällskaplig, nattaktiv art. På land lever grodan främst i ekskogar, gärna på sandjord, och på sandiga ängar. De vistas från 100 m upp till 1 300 m.
Grodan är inaktiv under vintern, från december till februari.

## Fortplantning
Den iberiska barnmorskegrodan leker från september till mars. Den kan lägga upp till fyra kullar per år, men den främsta aktiviteten sker i oktober och november. Amplexus (hanens omklamrande av honan i samband med leken) sker strax framför bakbenen. Efter äggläggningen, som sker på land, virar hanen äggmassan runt bakbenen. Han bär dem därefter med sig, och håller under tiden äggmassan fuktig genom att permanent vistas nära vatten, eller genom att regelbundet fukta dem. Hanen deponerar senare äggen inför kläckningen i mindre vattensamlingar. Ynglen förvandlas efter 15 till 20 veckor.